# Siranges
Siranges (Sirangae, Σιράγγαι o Σηράγγα) foren un poble de l'interior de Líbia. Són esmentats per Ptolemeu (4.6.17).